# Гении (фильм)
«Гении» (англ. Dance First; букв. «Сначала танцуй») — художественный фильм режиссёра Джеймса Марша. Главные роли исполнили Гэбриэл Бирн, Фионн О’Ши и Эйдан Гиллен.

## Сюжет
Сюжет биографического фильма исследует жизнь ирландского писателя Сэмюэла Беккета, начиная с того времени, когда он был бойцом французского Сопротивления во время Второй мировой войны, до его литературного триумфа и последующей Нобелевской премии по литературе в 1969 году, а также его последующей жизни затворника.

## В ролях
- Гэбриел Бирн — Сэмюэл Беккет
  - Фионн О’Ши — Беккет в молодости[4]
- Эйдан Гиллен — Джеймс Джойс
- Максин Пик — Барбара
- Сандрин Боннэр — Сюзанна Дешево
- Роберт Арамайо — Альфред Перон
- Брона Галлахер — Нора Барнакл
- Лиза Дуайер Хогг — Мэй Бекетт
- Барри О’Коннор — Уильям Беккет
- Грайнн Гуд — Лючия Джойс
- Кэролайн Боултон — Сильвия Бич

## Производство
В ноябре 2021 года стало известно, что Джеймс Марш станет режиссером биографического фильма с Гэбриэлом Бирном в роли Беккета. Авторм сценария стал Нил Форсайт. Название фильма отсылает к цитате Беккета «Сначала танцуй, потом думай». Форсайт ранее написал сценарий к короткометражному фильму о Беккете — «В ожидании Андре». В мае 2022 года Эйдан Гиллен присоединился к актёрскому составу вместе с Сандрин Боннэр и Фионном О’Ши в роли молодого Сэмюэла Беккета. Съёмки должны начаться в Будапеште 30 мая 2022 года. Гиллен подтвердил The Times, что он играет Джеймса Джойса, а Марш — «великий режиссёр, так что история Беккета в хороших руках». Съёмки завершились к сентябрю 2022 года, и стало известно, что к актёрскому составу присоединились Максин Пик, Роберт Арамайо, Леони Лойкине, Брона Галлахер, Лиза Дуайер Хогг, Барри О’Коннор и Грайнн Гуд. На съёмках в Будапеште Бирн рассказал The Guardian, что проект — это «попытка облечь в плоть и кровь человека, о котором люди знают очень мало. Он был человеком, который обладал чувством юмора, был глубоко эмоционален, большую часть своей жизни был неудачником в собственных глазах, затем ему пришлось столкнуться с мировым успехом после получения Нобелевской премии, и он прожил последнюю часть своей жизни в одиночестве в очень простой комнате в доме престарелых… Физически я могу набросать его, но в этом фильме мы не ищем пародию на Беккета, скорее, мы хотим почувствовать, каким он был. Вы хотите, чтобы люди поверили человеку, а не концентрировали своё внимание на парике, гриме или накладном носе».
«Гении» стали фильмом закрытия 71-го Международного кинофестиваля в Сан-Себастьяне 30 сентября 2023 года.

## Отзывы и оценки
На сайте Rotten Tomatoes фильм имеет рейтинг 56 % основанный на 18 отзывах, со средней оценкой 5.3/10.
Клэр Армитстед в рецензии для The Guardian назвала фильм «маленьким шедевром» и сказала об игре Бирна: «Такова сила повествования, что в течение нескольких минут вы полностью верите в него». The Irish Times назвала фильм «поразительным» и отметила «превосходную» игру О’Ши и «прекрасный поворот» Галлахер. The Times назвала Бирна «одним из великих актёров Ирландии». Screen Daily посчитал формальный сюжет фильма «гениальным», добавив, что в диалогах «определенно есть беккетовский оттенок», и назвал игру Бирна «мучительным, но часто терпко юмористическим представлением Беккета как уязвимой, нежной фигуры, он убедительно очеловечивает писателя, часто представляемого как недоступно возвышенный светский пророк». В своей статье для The Guardian Питер Брэдшоу назвал игру Гиллена одной из лучших ролей второго плана 2023 года.